# Alexander Beaufort Meek
Alexander Beaufort Meek (17 de juliol de 1814 (Columbia, Carolina del Sud) – 30 de novembre de 1865 (Columbus, Mississipi), fou un polític, advocat, jugador d'escacs, escriptor, i poeta estatunidenc, que va exercir el càrrec d'Attorney General (Procurador General) d'Alabama el 1836.

## Obres
- Americanism in literature. An oration before the Phi Kappa and Demosthenian societies of the University of Georgia, at Athens, August 8, 1844, Charleston, Burges and James, printers, 1844, 39 p.
- A digest of the laws of the state of Alabama, with John Gaston Aikin, 2nd edition. Tuscaloosa, Ala., D. Woodruff, 1836, 664p.
- The Red Eagle. A poem of the South, New York, D. Appleton & company, 1855, 108 p.
  - Montgomery, Ala., The Paragon press, 1914
- Romantic passages in southwestern history; including orations, sketches and essays, New York, Mobile, S.H. Goetzel & co., 1857, 330p.
  - Spartanburg, S.C. : Reprint Co., 1975
- Songs and poems of the South, New York, Mobile, S. H. Goetzel & co., 1857, 282 p.
- The South west: its history, character, and prospects, Tuscalossa, C. B. Baldwin, p’r., 1840, 40 p.